# Dylan Tavares
Pour les articles homonymes, voir Tavares.
Dylan Tavares dos Santos, né le 30 août 1996 à Genève (Suisse), est un footballeur international cap-verdien originaire de Suisse jouant au poste d'arrière gauche au FC Sochaux

## Biographie

### En club
Né à Genève, Dylan Tavares joue quelques matchs avec l'équipe des moins de 17 ans du Servette en 2013. Il rejoint ensuite l'Étoile Carouge évoluant en troisième division suisse mais n'y dispute qu'une seule rencontre. Après des passages au Stade nyonnais et un court retour à l'Étoile Carouge, il retrouve le Servette où il joue durant une année avec l'équipe réserve. Après une année avec le club d'Yverdon-Sport, où il est le coéquipier de Djibril Cissé, il s'engage avec le Stade Lausanne Ouchy. Promu avec son nouveau club, il découvre la deuxième division suisse lors de la saison 2019-2020.
Il réalise deux saisons en Challenge League et quitte Lausanne en 2021 pour le Neuchâtel Xamax. Repéré par le SC Bastia, il signe un contrat de trois avec le club corse en mai 2022.

### En sélection
Né en Suisse de parents d'origine cap-verdienne, il est sélectionné en septembre 2020 avec le Cap-Vert par le sélectionneur Rui Águas. Il marque son premier but en sélection face au Nigéria en septembre 2021.
Le 25 décembre 2021, il est retenu afin de participer à la Coupe d'Afrique des nations 2021 (reportée en 2022 en raison de la pandémie de Covid-19) avec son pays. Le Cap-Vert parvient à se qualifier pour les huitièmes de finale de la compétition, mais s'incline face au Sénégal (0-2) avec Dylan Tavares titulaire. En décembre 2023, il est retenu dans la liste des vingt-sept joueurs cap-verdiens sélectionnés par Bubista (en) pour disputer la Coupe d'Afrique des nations 2023.

## Statistiques
| Saison                | Club                  | Championnat             | Championnat | Championnat | Championnat | Coupe(s) nationale(s) | Coupe(s) nationale(s) | Coupe(s) nationale(s) | Cap-Vert | Cap-Vert | Cap-Vert | Total | Total | Total |
| Saison                | Club                  | Division                | M.          | B.          | P.d.        | M.                    | B.                    | P.d.                  | M.       | B.       | P.d.     | M.    | B.    | P.d.  |
| 2013-2014             | Étoile Carouge        | 1re Ligue Promotion     | 1           | 0           | 0           | -                     | -                     | -                     | -        | -        | -        | 1     | 0     | 0     |
| 2014-2015             | Stade nyonnais        | Promotion League        | 24          | 0           | 0           | 1                     | 0                     | 0                     | -        | -        | -        | 25    | 0     | 0     |
| 2015-2016             | Stade nyonnais        | Promotion League        | 9           | 1           | 0           | 1                     | 0                     | 0                     | -        | -        | -        | 10    | 1     | 0     |
| Sous-total            | Sous-total            | Sous-total              | 33          | 1           | 0           | 2                     | 0                     | 0                     | -        | -        | -        | 35    | 1     | 0     |
| 2015-2016             | Étoile Carouge        | Promotion League        | 8           | 0           | 0           | 1                     | 0                     | 0                     | -        | -        | -        | 9     | 0     | 0     |
| 2016-2017             | Servette FC rés.      | 2e Ligue interrégionale | 19          | 0           | 0           | -                     | -                     | -                     | -        | -        | -        | 19    | 0     | 0     |
| 2017-2018             | Yverdon-Sport FC      | Promotion League        | 24          | 1           | 0           | -                     | -                     | -                     | -        | -        | -        | 24    | 1     | 0     |
| 2018-2019             | Stade Lausanne Ouchy  | Promotion League        | 20          | 1           | 0           | -                     | -                     | -                     | -        | -        | -        | 20    | 1     | 0     |
| 2019-2020             | Stade Lausanne Ouchy  | Challenge League        | 29          | 1           | 1           | 1                     | 0                     | 0                     | -        | -        | -        | 30    | 1     | 1     |
| 2020-2021             | Stade Lausanne Ouchy  | Challenge League        | 21          | 2           | 0           | 1                     | 0                     | 0                     | 5        | 0        | 0        | 27    | 2     | 0     |
| Sous-total            | Sous-total            | Sous-total              | 60          | 4           | 1           | 2                     | 0                     | 0                     | 5        | 0        | 0        | 67    | 4     | 1     |
| 2021-2022             | Neuchâtel Xamax       | Challenge League        | 23          | 0           | 1           | 1                     | 1                     | 0                     | 10       | 1        | 0        | 34    | 2     | 1     |
| 2022-2023             | SC Bastia             | Ligue 2                 | 21          | 2           | 1           | 4                     | 0                     | 0                     | 1        | 0        | 0        | 26    | 2     | 1     |
| Total sur la carrière | Total sur la carrière | Total sur la carrière   | 199         | 8           | 3           | 10                    | 1                     | 0                     | 16       | 1        | 0        | 225   | 10    | 3     |

## Palmarès

### En club
- Stade Lausanne Ouchy
  - Champion de Suisse de Promotion League en 2019